# Paul Chambers
Pour les articles homonymes, voir Chambers.
Ne pas confondre avec l'individu impliqué dans l'affaire Paul Chambers
Paul Laurence Dunbar Chambers, Jr. (né à Pittsburgh en Pennsylvanie le 22 avril 1935 et mort le 4 janvier 1969 à New York) est un contrebassiste de jazz américain des années 1950 et 1960.

## Biographie
Né à  Pittsburgh, Pennsylvanie le 22 avril 1935, Paul Chambers grandit à Détroit, dans l’État du Michigan, après le décès de sa mère. Il commence à jouer de la musique avec plusieurs de ses camarades de classe. L'euphonium est en fait son premier instrument puis vient le tuba, mais il ne lui convient pas davantage (« Je ne m’en sortais pas trop mal, mais c’était quelque chose que de le porter durant les longues parades et je n’aimais pas trop cet instrument »). Paul Chambers adopte la contrebasse en 1949. Il se met vraiment à l’instrument au début de l’année 1952, quand il prend des leçons avec un bassiste du Detroit Symphony Orchestra. Il joue de la musique classique avec le Detroit String Band, ensemble qui avait pour fonction de répéter les morceaux de l’orchestre symphonique. Il étudie encore à la Cass Technical High School de 1952 à 1955. Fort de cet apprentissage, il quitte finalement New York sur l’invitation du saxophoniste Paul Quinichette.
Paul Chambers gagne en importance en tournant avec des musiciens comme Bennie Green, Quinichette, George Wallington, J. J. Johnson et Kai Winding. En 1955 il rejoint le Miles Davis quintet, dans lequel il reste jusqu’en 1963. Il enregistre plusieurs de ses classiques, notamment Kind of Blue – le premier morceau de ce disque, So What, qui ouvre avec une brève introduction jouée en duo avec le pianiste Bill Evans, et constitue l’une de ses performances les plus notables. Par la suite, de 1963 à 1968, le jazzman joue avec le Wynton Kelly trio. Il continue aussi à enregistrer pour d’autres grands noms du jazz tout au long de sa carrière, comme John Coltrane, Art Blakey et Sonny Rollins.
Sur la fin de sa vie, Paul Chambers devient non seulement dépendant de l’alcool mais aussi de l’héroïne. Il meurt prématurément le 4 janvier 1969 d’une tuberculose, à l’âge de 33 ans.

## Influence
Son importance peut être mesurée non seulement par l'ampleur de son travail dans une courte période mais aussi par sa maîtrise artistique et technique.
Paul Chambers a enregistré avec les plus importants jazzmen de son époque, notamment Cannonball Adderley, Donald Byrd, Sonny Rollins, Freddie Hubbard, Bud Powell, Bill Evans, Herbie Hancock, Lee Morgan, Art Blakey, Wayne Shorter, Paul Quinichette, Sonny Clark, Wes Montgomery, Miles Davis, John Coltrane et Art Pepper.
Il a participé à l'enregistrement d'albums notoires comme Giant Steps de John Coltrane ou Kind of Blue de Miles Davis.
De nombreux musiciens ont écrit des morceaux en hommage à Paul Chambers, on peut notamment citer:
- Mr. P.C. de John Coltrane
- Big Paul de Tommy Flanagan
- Paul's Pal de Sonny Rollins
- The P.C. Blues de Red Garland

## Discographie
| - Chambers' Music (Aladdin/Jazz West, 1956) - Whims Of Chambers (Blue Note, 1956) - Paul Chambers Quintet (Blue Note, 1957) - Bass on Top (Blue Note, 1957) - Go (Vee-Jay, 1959) - 1st Bassman (Vee-Jay, 1960) |  | - (w/John Coltrane) High Step (Blue Note, 1956) - (w/Hampton Hawes) The East/West Controversy (Xanadu, 1957) - (w/Roy Haynes & Phineas Newborn) We Three (Prestige/New Jazz, 1958) - (w/Julian Cannonball Adderley) Ease It (Charly/Affinity, 1959) - (w/Julian Cannonball Adderley) Just Friends (Charly/Le Jazz, 1959) |

## En tant quesideman
| Julian Cannonball Adderley - Julian "Cannonball" Adderley (EmArcy, 1955) - Cannonball Adderley Quintet in Chicago (Mercury, 1959) - Cannonball and Coltrane (Philips, 1965),(w/John Coltrane) Nat Adderley - Introducing Nat Adderley (Mercury/Wing, 1955) - Naturally! (Jazzland, 1961) Toshiko Akiyoshi - The Toshiko Trio (Storyville, 1956) - Toshiko Mariano and her Big Band (Vee-Jay, 1964) Lorez Alexandria - Alexandria The Great (Impulse!, 1964) Chet Baker - Chet (Riverside, 1959) Kenny Burrell - Kenny Burrell (Blue Note, 1956) - (w/John Jenkins) John Jenkins With Kenny Burrell (Blue Note, 1957) Kenny Burrell et John Coltrane - 1958 : Kenny Burrell & John Coltrane (New Jazz, 1963) Sonny Clark - Sonny Clark Trio (Blue Note, 1957) - Sonny's Crib (Blue Note, 1957) - Cool Struttin' (Blue Note, 1958) - My Conception (Blue Note, 1959) Jimmy Cleveland - Introducing Jimmy Cleveland And His All Stars (EmArcy, 1955) Al Cohn & Prestige All Stars - Tenor Conclave (Prestige, 1956) John Coltrane - Blue Train (Blue Note, 1957) - Coltrane (Prestige, 1957) - Bahia (Prestige, 1958) - Black Pearls (Prestige, 1958) - Lush Life (Prestige, 1958) - Settin' The Pace (Prestige, 1958) - Traneing In (Prestige, 1958) - Settin' The Pace (Prestige, 1958) - Soultrane (Prestige, 1958) - Stardust (Prestige, 1958) - The Believer (Prestige, 1958) - The Last Trane (Prestige, 1958) - Standard Coltrane (Prestige, 1958) - (w/Milt Jackson) Bags and Trane (Atlantic, 1960) - Giant Steps (Atlantic, 1960) - (w/Julian Cannonball Adderley) Cannonball and Coltrane (Phillips, 1965) Miles Davis - Miles (Prestige, 1955) - 'Round About Midnight (Columbia, 1957) - Cookin' (Prestige, 1956) - Relaxin' (Prestige, 1956) - Steamin' (Prestige, 1956) - Workin' (Prestige, 1956) - Collectors Items (Prestige, 1956) - Miles Ahead (Columbia, 1957) - Milestones (Columbia, 1958) - Jazz at the Plaza, 1958 - Porgy and Bess (Columbia, 1958) - Kind of Blue (Columbia, 1959) - Sketches of Spain (Columbia, 1960) - Someday My Prince Will Come (Columbia, 1961) - Quiet Nights (Columbia, 1962) Kenny Dorham - 1959 (Prestige, 1959) Kenny Drew - Kenny Drew Trio (Prestige, 1956) Bill Evans - On Green Dolphin Street (Riverside, 1958) Curtis Fuller - Curtis Fuller with Red Garland (Prestige, 1957) - Curtis Fuller Jazztette with Benny Golson (Savoy, 1959) Red Garland - A Garland of Red (Prestige, 1956) - Dig It! (Prestige, 1958) - Groovy (Prestige, 1957) - Red Garland Revisited! (Prestige, 1957) - Red Garland's Piano (Prestige, 1957) - P.C. Blues (Prestige, 1957) - Can't See For Lookin' (Prestige, 1958) - It's A Blue World (Prestige, 1958) - Manteca (Prestige, 1958) - All Kinds of Weather (Prestige, 1959) |  | Herbie Hancock - Inventions and Dimensions (Blue Note, 1963) Barry Harris - Bull's Eye (Fantasy, 1968) Benny Golson - Benny Golson's New York Scene (Contemporary, 1957) - The Modern Touch (Riverside, 1958) - Groovin' With Golson (Prestige, 1959) - Turning Point (Mercury, 1962) Dexter Gordon - Dexter Calling (Blue Note, 1961) Joe Henderson - Four (Verve, 1968) - Straight, No Chaser (Verve, 1968) Elmo Hope - Informal Jazz (Prestige, 1956) - High Hope! (Beacon, 1961) - Here's Hope! (Celebrity, 1961) Milt "Bags" Jackson - (w/John Coltrane) Bags and Trane (Atlantic, 1960) - Statements (Impulse!, 1961) John Jenkins - (w/Kenny Burrell) John Jenkins With Kenny Burrell (Blue Note, 1957) J. J. Johnson - The Eminent J.J. Johnson, Vol. 2 (Blue Note, 1955) - (w/Kai Winding) Trombone For 2 (Columbia, 1955) - (w/Kai Winding) The Great Kai & J. J. (Impulse!, 1960) Wynton Kelly - Kelly at Midnite (Vee-Jay, 1960) - Kelly Great (Vee-Jay, 1960) - Wynton Kelly! (Vee-Jay, 1961) - Comin' in the Back Door (Verve, 1963) Michel Legrand - Legrand Jazz (Philips, 1958) Abbey Lincoln - That's Him (Riverside, 1957) Jackie McLean - McLean's Scene (Prestige/New Jazz, 1957) - Caputchin Swing (Blue Note, 1960) - Jackie's Bag (Blue Note, 1961) Hank Mobley - Roll Call (Blue Note, 1960) - Soul Station (Blue Note, 1960) - The Turnaround! (Blue Note, 1965) Wes Montgomery - Smokin' At The Half Note (Verve, 1965) - Willow Weep For Me (Verve, 1969) Thelonius Monk - Brilliant Corners (Riverside, 1956) Lee Morgan - Leeway (Blue Note, 1960) - The Rajah (Blue Note, 1966) Oliver Nelson - The Blues and the Abstract Truth (Impulse!, 1961) Art Pepper - Art Pepper Meets the Rhythm Section (Contemporary Records, 1957) - Gettin' Together! (Contemporary Records, 1960) Ike Quebec - Blue & Sentimental (Blue Note, 1962) Sonny Red - Out Of The Blue (Blue Note, 1960) Freddie Redd - Shades of Redd (Blue Note, 1960) - Redd's Blues (Blue Note, 1961) Sonny Rollins - Tenor Madness (Prestige, 1956) - Sound of Sonny (Riverside, 1957) A.K. Salim - Pretty For The People (Savoy, 1957) Louis Smith - Smithville (Blue Note, 1958) Frank Strozier - Fantastic (Frank Strozier album) (Koch Jazz, 1960) Art Taylor - Taylor's Wailers (Prestige, 1957) Stanley Turrentine - ZT's Blues (Blue Note, enregistré en 1961, publié en 1985) Kai Winding - The Trombone Sound (Columbia, 1955) - (w/J. J. Johnson) Trombone For 2 (Columbia, 1955) - (w/J. J. Johnson) The Great Kai & J. J. (Impulse!, 1960) |